# Galluccio
Galluccio là một đô thị ở tỉnh Caserta trong vùng Campania của Ý, có vị trí cách khoảng 60 km về phía tây bắc của Napoli và khoảng 45 km về phía tây bắc của Caserta. Tại thời điểm ngày 31 tháng 12 năm 2004, đô thị này có dân số 2.381 người và diện tích là 32 km².
Đô thị Galluccio có các frazioni (các đơn vị cấp dưới, chủ yếu là các làng) San Clemente, Calabritto, Campo, Sipicciano, và Vaglie.
Galluccio giáp các đô thị: Conca della Campania, Mignano Monte Lungo, Rocca d'Evandro, Roccamonfina, Sessa Aurunca.